# Walentynów (Kutno)
Walentynów (także pot. Raszew) – część miasta Kutna. Leży na północnym zachodzie miasta, na lewym brzegu rzeki Ochni, w rejonie ulic Jesiennej i Rolniczej. Walentynów ma całkowicie wiejski charakter, znajdują się tam wyłącznie gospodarstwa rolne.
Na granicy Walentynowa mieszczą się tory manewrowe i postojowe stacji Kutno.

## Historia
Dawniej samodzielna miejscowość (wieś). Od 1867 w gminie Kutno. W okresie międzywojennym należał do powiatu kutnowskiego w woj. warszawskim. 20 października 1933 utworzono gromadę Walentynów w granicach gminy Kutno, składającą się ze wsi Walentynów i Dybów.  1 kwietnia 1939 wraz z całym powiatem kutnowskim przeniesiony do woj. łódzkiego. Podczas II wojny światowej włączony do III Rzeszy.
Po wojnie  Walentynów powrócił do powiatu kutnowskiego w województwie łódzkim, gdzie stanowił jedną z 22 gromad gminy Kutno. W związku z reorganizacją administracji wiejskiej jesienią 1954, Walentynów wszedł w skład nowej gromady Gołębiewek Nowy, a po jej zniesieniu 31 grudnia 1961 – do gromady Kutno, którą równocześnie przemianowano na Kutno-Zachód. W 1971 roku liczył 137 mieszkańców.
Od 1 stycznia 1973 w gminie Kutno jako część sołectwa Florek. W latach 1975–1976 miejscowość należała administracyjnie do województwa płockiego.
2 lipca 1976 Walentynów włączono do Kutna.